# Vera Cruz do Oeste
Vera Cruz do Oeste är en kommun i Brasilien.   Den ligger i delstaten Paraná, i den södra delen av landet, 1 200 km sydväst om huvudstaden Brasília. Antalet invånare är 8 973.
Trakten runt Vera Cruz do Oeste består till största delen av jordbruksmark. Runt Vera Cruz do Oeste är det glesbefolkat, med 20 invånare per kvadratkilometer.